# Lani Florian
Lani Florian – szkocka pedagog specjalna, profesor Uniwersytetu Edynburskiego, adiunkt w Teachers College Uniwersytetu Columbia w Nowym Jorku. Była też profesorem integracji społecznej i edukacyjnej na Uniwersytecie w Aberdeen.

## Życiorys
Jest pracownikiem Katedry Edukacji Uniwersytetu w Edynburgu i członkiem Akademii Nauk Społecznych (FAcSS). Najbardziej znana jest z pracy nad koncepcją pedagogiki inkluzywnej jako metody pracy, która może poprawić wyniki edukacyjne oraz kształcenie nauczycieli dla edukacji włączającej. Jej badania kwestionują założenie, że pewne grupy dzieci, w szczególności te, które mają trudności z nauką, mają szkodliwy wpływ na osiągnięcia innych dzieci i pokazują, że wysoki poziom włączenia może być w pełni zgodny z wysokim poziomem osiągnięć. Twierdzi, że połączenie tych dwóch elementów jest nie tylko możliwe, ale także niezbędne, jeżeli wszystkie dzieci mają mieć możliwość pełnego uczestnictwa w edukacji.
Współpracuje z Safe Inclusive Schools Network (SISN), interdyscyplinarną grupą naukowców badającą doświadczenie przemocy w dzieciństwie, efekty uczenia się i praktyki edukacyjne. Ta praca rozszerza zasięg edukacji włączającej od troski o indywidualne potrzeby edukacyjne do zrozumienia, w jaki sposób problemy, które mogą wpływać na życie każdego dziecka, mogą tworzyć przeszkody w dalszym zdobywaniu wiedzy. Zapewnia też pomoc w zakresie projektów edukacji włączającej w różnych krajach. Wspomaga działania organizacji międzynarodowych, takich jak UNICEF, UNESCO, British Council, Rady Europy i fundacji Open Society Foundations założonej przez George’a Sorosa.
Jest członkiem amerykańskich, brytyjskich i europejskich stowarzyszeń badawczych w obszarze edukacji. Zasiada w radzie pięciu czasopism naukowych i jest redaktorką serii Inclusive Learning and Educational Equity wydanej przez Axel Springer. Jest redaktorką Sage Handbook of Special Education oraz współautorką Achievement and Inclusion in Schools.

## Publikacje
Ważniejsze publikacje:
- Inclusive pedagogy in action: Getting it right for every child
- Listening to young people with autism: learning from researcher experiences
- The relationships between violence in childhood and educational outcomes: A global systematic review and meta-analysis
- Learning from Children: Experiences of Bullying in Regular Classrooms
- Teacher education for the changing demographics of schooling: Pathways for future research
- Teacher Education for the Changing Demographics of Schooling: Inclusive Education for Each and Every Learner
- Inclusive pedagogy within the Southern African context
- Teacher education for the changing demographics of schooling: Policy, practice and research
- The heart of inclusive education is collaboration[3]